# バカマツタケ
バカマツタケ（馬鹿松茸、学名：Tricholoma bakamatsutake）は、ハラタケ目キシメジ科のキノコ。

## 名前
和名バカマツタケは模式標本の採取地となった青森県での呼び名をそのまま採用したという。おそらくマツタケに酷似するが、松林ではなく雑木林に生えることや、やや発生時期がずれることに因むと見られる。学名にも和名のローマ字綴りが採用されている。和名学名共に命名者は菌類学者の本郷次雄で原記載論文は1974年に発表されている。

## 分布
日本（全土）、中国、ニューギニア。模式標本は青森県および京都府のコナラ林で採取されたもの。

## 特徴
マツタケによく似るが、やや小さく全体的にやや赤みを帯びている。またマツ林ではなく、ブナ科のミズナラ、コナラ、ウバメガシなどの広葉樹林で発生する。傘の直径は4-10cm、柄の長さは6-10cm、胞子は5.5-7.0×4.5-5.5µm、香りはマツタケよりも強いが、調理過程で飛びやすいともいわれる。食用。

## 人との関係
「さまつ（早マツ）」と呼び珍重する地域もある。また、マツタケに似ていることから、｢ニタリ（似たり）｣とも呼ばれ、高い経済的価値が期待されている。
日本においては本種は、農林水産省による2015年度「高級菌根性きのこ栽培技術の開発」委託事業の研究対象とされてきた。この事業の成果として、2017年に奈良県森林技術センターと森林総合研究所が林内（屋外）での人工的な子実体発生に成功し、2018年2月に発表した｡
2018年10月、多木化学はバカマツタケの完全人工栽培に成功したと発表した。これまで本種を含むマツタケ近縁種は植物との共生が必要だと考えられてきたが、多木化学の手法は一般的なキノコ人工栽培の手法である菌床栽培によるものである。多木化学は3年後の実用化を目指すとした。
その後、量産における課題解決のための検討をおこなった結果、商業生産を可能とする栽培方法を概ね確立したとし、2022年度内の試験販売と商業生産設備の着工を目指すとしたが、2022年11月商業生産設備の着工について、2023年以降に延期すると発表した。2023年9月商品化について、引き続き市場の需要や生産効率などを評価しつつ商品化を検討するとの経過報告をした。